# 웨이드 데이비스
웨이드 앨런 데이비스(Wade Allen Davis, 1985년 9월 7일 ~ )는 미국의 전 프로 야구 선수이다.  그는 이전에 탬파베이 레이스, 로열스, 시카고 컵스와 콜로라도 로키스를 위하여 활약하였다.  데이비스는 3회의 올스타이다.  그는 로열스의 2015년 월드 시리즈 우승 팀의 일원이었으며 그해 메이저 리그 베이스볼 플레이오프에서 자신의 상연으로 베이브 루스 상을 수상하였다.

## 어린 시절
플로리다주 레이크웨일스에서 태어나 자라온 데이비스는 레이크웨일스 고등학교를 다녔다.  고등학교 후에 데이비스는 원래 플로리다 대학교에서 수학하는 데 약속되었으나 후에 프로 야구를 하려고 제공을 거절하였다.

## 프로 경력

### 탬파베이 레이스

#### 드래프트와 마이너 리그
탬파베이 데빌 레이스는 2004년 메이저 리그 베이스볼 드래프트의 75번째 선발과 함께 3번째 라운드에서 데이비스를 선발하였다.  마이너 리그에서 그는 한 시간에 93 ~ 94 마일의 속구와 너클 커브를 던졌다.  데이비스는 투심 속구, 슬라이더와 체인지업을 포함하는 데 자신의 레퍼터리를 확장시켰다.

#### 2009년
데이비스는 2009년 9월 6일 디트로이트 타이거스를 상대로 자신의 메이저 리그 데뷔를 하였다.  그는 9개의 스트라이크아웃과 함께 7개의 이닝을 투구하고 하나의 득점을 허용한 후 결정을 내리지 못하였다.

#### 2010년

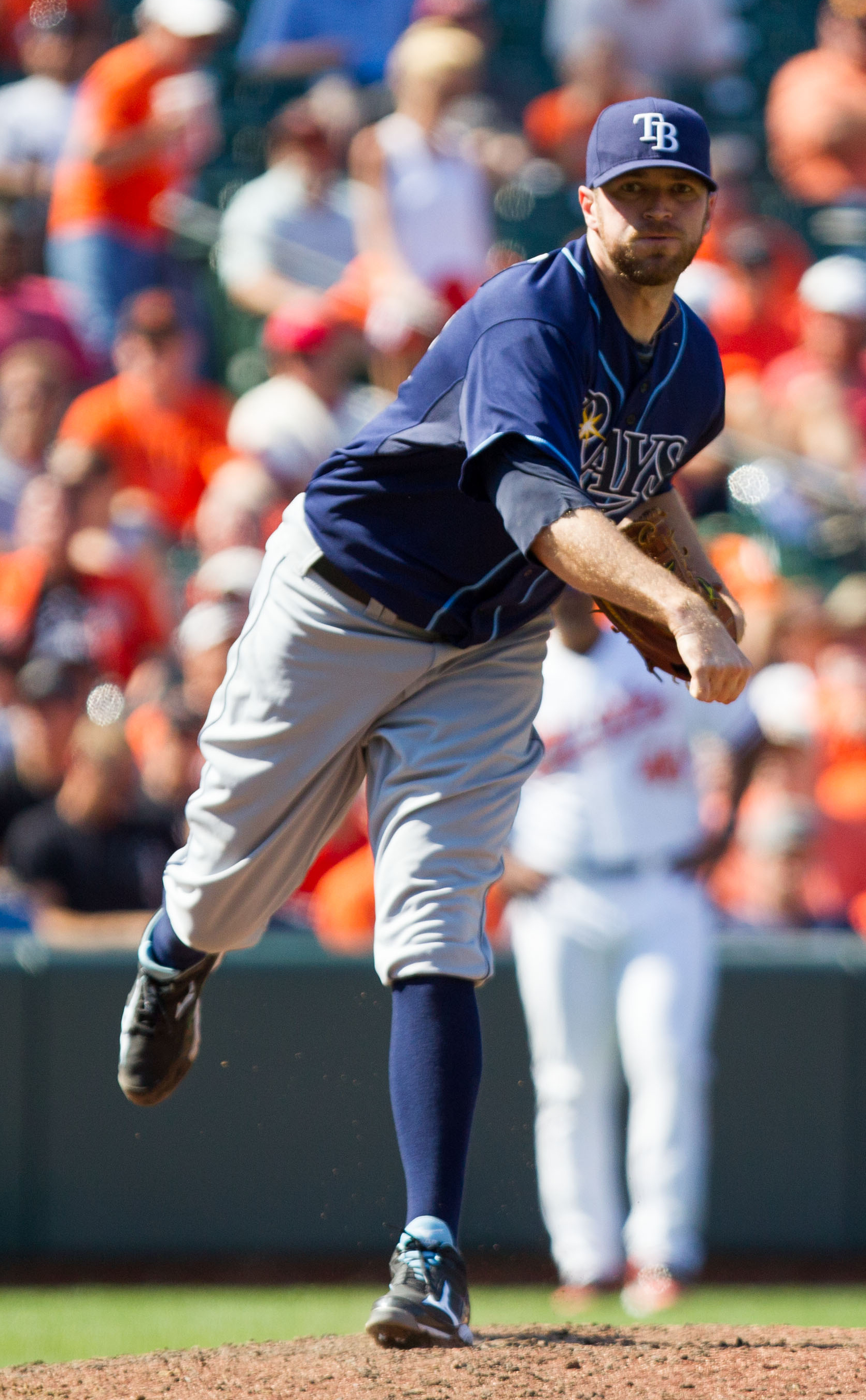
탬파베이 레이스와 함께 (2012년)

데이비스는 5개의 출발 경기에서 3.03 평균자책점과 함떼 4 승 0 패의 기록을 올린 후, 2010년 7월 "이번달의 아메리칸 리그 신인 투수"였다.
그는 베이스볼 아메리카의 2010년 올루키 팀에 선발 투수로 임명되었다.  미국야구기자협회의 탬파베이 지부도 또한 데이비스를 2010년 시즌을 위한 탬파베이 레이스의 가장 두드러진 신인 선수로 임명하였다.  그는 2010년 올해의 아메리칸 리그 신인 선수를 위한 투표에서 4위를 하였다.

#### 2011년 ~ 2012년
레이스의 회전 시작에서 2년 후에 데이비스는 레이스의 불펜에서 나오면서 2012년을 보내며 강한 시즌을 가졌다.

### 캔자스시티 로열스
2012년 12월 9일 데이비스는 윌 마이어스, 제이크 오도리지, 마이크 몽고메리와 패트릭 레너드를 위한 교환에서 제임스 실즈와 더불어 캔자스시티 로열스로 이적되었다.

#### 2013년
데이비스는 로열스의 회전에서 2013년의 대부분을 보내며 8월의 말기를 통하여 6 승 10 패의 기록을 수집하였다.  그는 9월을 위하여 불펜으로 옮겨 2014년을 통하여 거기에 남아있었다.

#### 2014년
2014년 데이비스는 여태까지 구원 투수에 의하여 가장 지배적인 시즌들의 하나를 게시하였다.  6월 25일부터 9월 16일까지 데이비스는 얻어진 득점을 내주지 않았다.  9월 15일 그의 평균자책점은 놀라운 0.69였다.  9월 22일 데이비스는 자신의 시즌의 104번째 스트라이크아웃을 위하여 얀 고메스를 스트라이크아웃 시켜 103개였던 구원 투수에 의한 가장 많은 스트라이크아웃으로 로열스 기록을 깼고, 짐 요크 (1971년)와 그레그 홀랜드 (2013년)에 의하여 나누어졌다.  데이비스는 9 승 2 패의 기록과 함께 정규 시즌을 끝내면서 1.00 평균자책점을 게시하였다.  그는 109명의 타자들을 스트라이크아웃 시키고 23명을 1루에 나가게 하였다.  그는 2014년 홈런을 내주지 않았다.  이 우세는 데이비스가 2 승 0 패의 기록과 0.63 평균자책점을 게시하면서 포스트시즌을 통하여 지속되었다.  그는 20명의 타자들을 스트라이크아웃 시키고 2명 만을 1루에 나가게 하였다.

#### 2015년

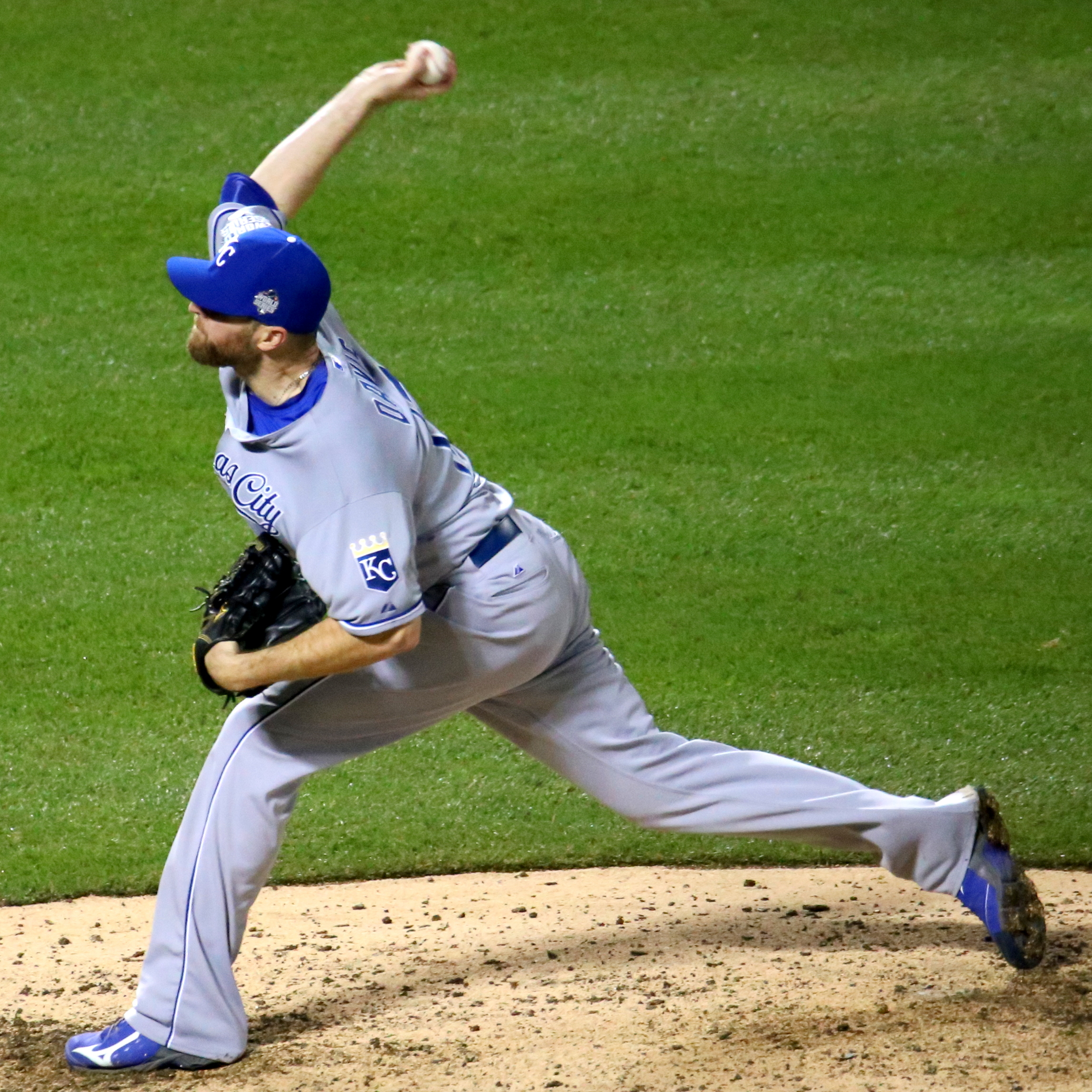
2015년 월드 시리즈에서

2015년 데이비스는 불펜에서 자신의 우세를 지속하여 거의 지난해처럼 8번째 이닝에서 거의 독점적으로 투구하였다.  6월 28일 데이비스의 홈런이 없는 연속은 거의 끝나고 마커스 세미엔에게 오클랜드–알라메다 카운티 콜리시엄에서 벽의 정상에 2루타를 내주었다.  8월 1일 125.2 이닝에서 데이비스의 홈런이 없는 연속이 끝나면서 토론토 블루제이스의 호세 바우티스타에게 홈런을 내주었다.  그의 연속은 로열스 역사상 두번째로 장기적이자 구원 투수에 의한 그런 가장 장기적인 연속이었다.  9월 22일 데이비스는 로열스가 그레그 홀랜드가 한해를 위하여 완료했으며 가능적으로 미결정인 토미 존 수술의 이유로 2016년 전체를 놓칠 것이라고 공고하면서 로열스의 새로운 최종회로서 네드 요스트 감독에 의하여 선발되었다.  10월 23일 데이비스는 로열스의 2연속 아메리칸 리그 챔피언십 시리즈 타이틀을 획득하는 데 결승전이었던 3루에서 마이크 무스타커스를 그라운드 아웃시키는 데 블루제이스의 강타자이자 2015년 아메리칸 리그 MVP 후보 조시 도널드슨을 강요하였다.  데이비스는 후애 로열스가 뉴욕 메츠를 5개의 경기에서 꺾으면서 2015년 월드 시리즈의 최종 3개의 아웃을 기록하였다.
2015년 메이저 리그 베이스볼 포스트시즌에서 데이비스는 1 승 0 패로 갔고, 4개의 기회를 위하여 4개의 세이브를 얻었다.  그는 투구한 10과 3분의 2 이닝에 무득점을 허용한 동안 18명의 타자들을 스트라이크아웃 시켰다.  이 상연은 그에게 2015년 베이브 루스 상을 얻게 하여 데이비스를 메이저 리그 베이스볼 포스트시즌에서 MVP로 인정하였다.

#### 2016년
7월 5일 데이비스는 오른쪽 팔뚝 긴장의 이유로 15일간 장애자 명단에 놓였다.  2016년 11월 4일 로열스는 2017년 시즌을 위한 선택권을 선택하였다.

### 시카고 컵스
12월 7일 로열스는 호르헤 솔레르를 위하여 데이비스를 시카고 컵스로 이적시켰다.  데이비스는 2017년 메이저 리그 베이스볼 올스타전으로 단 하나의 컵스 대표로서 선발되었다.  그는 로빈슨 카노에게 경기를 우승하는 10번째 이닝 홈런을 내주었다.
그해 8월 29일 데이비스는 자신의 27번째 연속적 세이브와 함께 컵스의 프랜차이즈 기록을 세웠다.
그해 내셔널 리그 디비전 시리즈의 5번째 경기에서 그는 아롤디스 채프먼에 동점을 매긴 3개의 세이브와 함께 디비전 시리즈 기록을 맸다.  그러나 그는 자신의 각각 3개의 기회들에서 하나를 얻으면서 기록을 매어 1996년 내셔널 리그 디비전 시리즈에서 데니스 에커슬리의 업적과 일치시켰다.

### 콜로라도 로키스
2017년 12월 29일 데이비스는 콜로라도 로키스와 함께 3년, 5천 2백만 달러의 계약을 맺었다.

#### 2018년
로키스에서 자신의 첫 시즌에 데이비스는 43개와 함께 세이브에서 내셔널 리그를 이끌었다.  그는 2013년 이래 자신의 가장 높은 평균자책점으로 4.13과 함께 시즌을 끝냈다.

#### 2019년
2019년 5월 22일 그는 왼쪽 경사 부상과 함께 장애자 명단에 놓였다.  그는 8월 2일 최종회로부터 제거되었다.  시즌의 말기에 데이비스는 자신 경력의 최악의 시즌을 내어 50개의 경기에서 8.65 평균자책점을 게시하였다.  42와 3분의 1 이닝에서 그는 29명을 1루에 나가게 한 동안 42명의 스트라이크아웃 시켰다.
12월 21일 그는 켄리 잰슨과 함께 2010년의 올디케이드 세컨드 팀을 위하여 2명의 최종회들로서 임명되었다.

#### 2020년
데이ㅂ시는 로키스의 최종회로서 짧아진 시즌을 시작하였으나 한주 안에 세이브들을 날린 후 그는 역할로부터 제거되었다.  2020년 9월 19일 그는 로키스에 의하여 지명 할당되었다.  그는 5개의 이닝 아래 10개의 득점을 허용하였다.  데이비스는 9월 21일 로키스에 의하여 나가게 되었다.

### 캔자스시티 로열스 (두번째 병역)
2021년 1월 20일 데이비스는 로열스 조직과 함께 마이너 리그 계약을 맺었다.  3월 28일 데이비스는 40명 로스터로 선발되었다.

## 투구 선발
출발 투수로서 데이비스는 5개의 투구들 (포심 속구, 컷 패스트볼, 슬라이더와 체인지업)을 던졌다.  구원 투수로서 그는 주로 3개의 투구들 - 한 시간에 95 ~ 98 마일에 포심 속구, 한 시간에 92 ~ 93 마일을 평균하는 컷 패스트볼과 자신이 2013년에 던지기 시작한 80년대 중반에 너클 커브에 의지하였다.